# Seuneubok Jalan (Peureulak Timur)
Seuneubok Jalan is een bestuurslaag in het regentschap Aceh Timur van de provincie Atjeh, Indonesië. Seuneubok Jalan telt 432 inwoners (volkstelling 2010).